# 北辛蒂县
北辛蒂县（西班牙語：Provincia de Nor Cinti），是玻利維亞的县份，位於該國南部，屬於丘基薩卡省的一部分，县府設於卡馬戈，面積7,983平方公里，人口69,512，人口密度每平方公里8.71人。